# Stiftsschule Hörde
Die Stiftsschule Hörde ist heute eine städtische Grundschule im Dortmunder Stadtteil Hörde. Ihre Geschichte reicht bis ins 14. Jahrhundert zurück.

## Geschichte

### Vorindustrielle Zeit
Im Jahr 1339 gründete Konrad von der Mark das Kloster Clarenberg. Die Stiftsschule Hörde wurde im Jahr 1558 erstmals als Schule im Kloster Clarenberg urkundlich erwähnt. Um 1775 wurde eine eigenständige katholische Schule errichtet. Es war eine Freischule, in der Kinder aus armen Familien unentgeltlich („frei“) unterrichtet wurden. Adlige Damen spendeten dafür. 1622 wurde eine evangelische Schule in Hörde gegründet. 1818 wurden beide Schulen zusammengelegt, doch schon 1820 trennte man sich wieder, da die katholische Gemeinde das ihr geschenkte Stifts-Brauhaus zu einem Schulhaus herrichten ließ. Dieses Geschenk erwies sich nach 10 Jahren als baufällig. Nun mussten die katholischen Schüler im Rathauszimmer unterrichtet werden, bis ein aus Spenden erbautes neues Schulhaus „Am Stift“ zur Verfügung stand.

### Industrielle Zeit
Da die Industrialisierung der Stadt Hörde in diesen Jahren rapide voranschritt, reichte dieses aus zwei Schulstuben bestehende Schulhaus schon bald nicht mehr aus. 1858/59 wurde ein neues Schulhaus auf der heutigen Bahnhofstraße gebaut. Auch dieses Haus reichte bald nicht mehr aus. 1873 kaufte die Gemeinde das Grundstück „Auf dem Schilde“ und baute die Schule gleichen Namens, die bereits 1896 einen erweiterten Neubau bekam. Diese Schildschule wurde 1898/99 von der Stiftschule getrennt. Seit 1893 übernahm die Stadt Hörde die laufenden Kosten der katholischen Schule, die bis dahin die katholische Gemeinde getragen hatte und erklärte die Schule als städtisch. 
1909 gingen 1404 Schüler in die Stiftschule. Die alte Schule war zu klein geworden und es entstand die „neue Stiftschule“ auf dem früheren Lenkeschen Hof in der Nähe des alten Gebäudes (heute gegenüber dem Baumarkt). Es wurden beide Gebäude mit 22 Klassen genutzt. Nach Abgabe einiger Klassen an die Schildschule blieben noch 16 Klassen mit 981 Schülern. 1910 wurde die 1. Hilfsklasse (Hilfsschule) in den Kellerräumen unserer Schule eingerichtet. 1928 wurde Hörde ein Vorort Dortmunds, und die Schule bekam dadurch einen neuen Eigentümer.  
1939/40 wurde die Stiftschule Gemeinschaftsschule. Sie bekam auch für kurze Zeit einen neuen Namen: Carl-Peters-Schule. Im Oktober 1939 wurde der Luftschutzkeller für die Schule von Lehrern und Schülern gebaut. Am 5. Mai 1943 wurde die Schule bei einem großen Bombenabwurf getroffen: Die oberen vier Klassenräume stürzten ein. Im folgenden Jahr wurde die alte Stiftschule durch Bomben zerstört. Am 27. Juni 1943 wurden die Kinder der Stiftschule mit ihren Lehrern nach Süddeutschland evakuiert und im Schwarzwald in fünf verschiedenen Dörfern bei Bauern und in Gasthöfen untergebracht. 1947/48 wurden in der Stiftschule, sie hatte ihren alten Namen zurückbekommen, 13 Klassen mit 668 Schülern eingerichtet. Die ersten Bücher und Hefte gab es erst ab 1948. 1967 veränderte sich die Schullandschaft wie im ganzen Lande so auch in Hörde. Die alte achtklassige Volksschule hörte auf zu bestehen. Fortan gab es die Grundschule mit dem 1. bis 4. Schuljahr.
1968/69 hatte die Schule 336 Schüler in 10 Klassen bei 9 Lehrern. Die „neue“ Stiftschule von 1909 wurde zu klein. Am 1. Oktober 1972 wurde mit dem Bau des neuen Schulhauses „Am Bruchheck 47“ begonnen. Am 17. Januar 1974 zogen die Kinder und Lehrkräfte aus dem alten in das neue Schulgebäude ein. Aber auch dieses Gebäude war für 20 Klassen mit 636 Schülern zu klein und es mussten zwei 4. Schuljahre ausgelagert werden.

### Postindustrielle Zeit
Erst im Schuljahr 1975/76 ergab sich durch die Neuaufteilung des Schulbezirks und den Rückgang der Gesamtschülerzahlen kein Raummangel mehr.